# Circle
Circle är en föreställning av den engelske komikern Eddie Izzard från 2000.
Här finns många av hans vanliga teman, särskilt religion (eller "philosophies with some good ideas, and some fucking weird ones"). En diskussion om Jesus roll i de tre abrahamitiska religionerna, där Jesus väntar i scenkanten inom judendomen och spelar i samma sportlag som Muhammed inom islam. Sedan även en dialog mellan en korsfarare och hans fiende där båda försöker döda den andre i Jesu namn. Han nämner även en egen teori att Jesus inom buddhismen är Buddhas lillebror Benny. 
Fler av koncepten från "Circle" är välkända bland Izzard-fans. Där finns hans diskussioner om påven, särskilt namnen som de väljer, där han säger att påvarna John och John Paul kommer att följas av påve John Paul George och Ringo. Han följer upp det med att prata om krigstidens påve som "Pope Gutless Bastard I" eftersom han vägrade fördöma Adolf Hitler.
En annan berömd dialog är ännu en mellan Gud och Jesus (där gud har James Masons röst). Bland annat innehåller dialogen en bit där gud ifrågasätter visheten bakom att Jesus föddes vid jul och dog vid påsk, likväl som att ta in "kannibalism" and "vampyrism" i den nya religionen. Sekvensen kulminerar i förslaget till vad mer som hade kunnat ingå i den sista måltiden.
Den mest berömda delen av showen är dock nog Izzards "Death Star Canteen". Detta är en förlängd dialog i vilken Darth Vader försöker beställa en "Penne all'arrabbiata" till lunch bara för att bli tvingad till att ta en (blöt) bricka och senare även till att erkänna att han är "Jeff Vader".
Namnet "Circle" kommer troligtvis från en tidigare show där Izzard talar om att det finns många cirklar i hans liv.